# Anno internazionale dell'astronomia

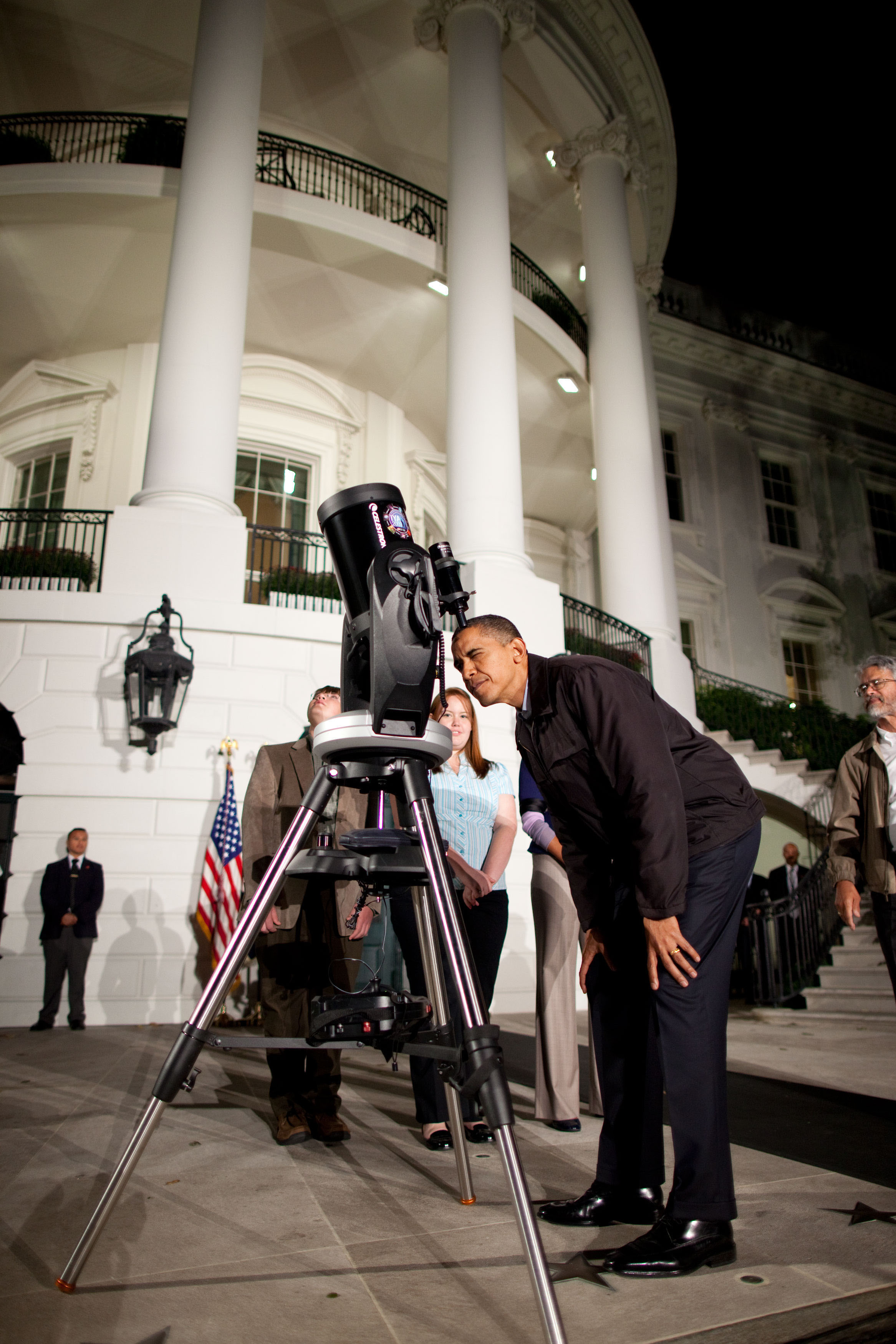
Barack Obama osserva tramite un telescopio il 7 ottobre 2009 durante un evento astronomico alla Casa bianca.

Il 2009 è stato l'Anno internazionale dell'astronomia
(con sigla AIA09 in italiano e IYA09 in inglese) dall'UNESCO, l'organizzazione dell'ONU
per l'educazione, le scienze e la cultura. L'anno 2009 coincise col quattrocentesimo anniversario delle prime osservazioni astronomiche con strumenti fatte da Galileo Galilei nel 1609 e delle prime scoperte ottenute con queste osservazioni: i rilievi della Luna, le macchie solari, le fasi di Venere, i satelliti medicei di Giove (Io, Europa, Callisto e Ganimede).
La richiesta per la proclamazione dell'anno 2009 come Anno internazionale dell'astronomia fu avanzata dal governo italiano, e accettata durante la 33ª sessione della conferenza generale dell'UNESCO. L'ONU in data 19 dicembre 2007, ratificò questa decisione.

## Attività programmate per il 2009
L'Unione astronomica internazionale coordinò le attività e manifestazioni dell'Anno internazionale dell'astronomia. Tra i vari scopi dell'Anno internazionale dell'astronomia c'era il desiderio che l'umanità riscoprisse il proprio posto nell'universo per mezzo dell'osservazione del cielo e trasmettere l'emozione dell'osservazione e della scoperta degli oggetti celesti. 
L'anno 2009 costituì anche un'occasione per illustrare a tutti le scoperte dell'astronomia in questi ultimi 400 anni e in particolare quelle più recenti, e di illustrare il ruolo essenziale ricoperto dall'astronomia nell'educazione scientifica. Le scoperte di Galileo nel 1609, hanno cambiato la percezione umana del mondo e dell'universo: le montagne lunari hanno mostrato che un altro corpo aveva rilievi e strutture geografiche simili a quelle della Terra; la Via Lattea è composta di stelle; Giove ha dei satelliti come la Terra, che rappresentavano in piccolo il sistema solare superando i modelli cosmologici usati fino a quel tempo. Sempre nel 1609 Giovanni Keplero pubblicava la sua opera Astronomia nova, nella quale illustrava due delle tre leggi fondamentali delle orbite planetarie.
L'astronomia, la più antica delle scienze, ha avuto un ruolo importante in quasi tutte le culture. L'Anno internazionale dell'astronomia ha cercato di evidenziare i contributi dell'astronomia apportati all'umanità e cercando di stimolare l'interesse di tutti ed in particolare dei giovani non solo verso la stessa astronomia ma verso tutte le scienze in generale, visti i suoi forti legami con la matematica, la fisica, la chimica e altre scienze.
L'Anno internazionale dell'astronomia ha visto astronomi professionisti cercare alcune delle risposte alle domande espresse dall'umanità durante i secoli e alle quali finora non si sono trovate le risposte. Molte le iniziative indette da parte di enti di ricerca, osservatori astronomici professionali, pubblici e privati, planetari, università, associazioni di astrofili a tutti i livelli: nazionali, regionali, comunali, e locali.
L'UAI, è stata il coordinatore e il catalizzatore di tutte queste attività ed iniziative concentrando i suoi sforzi sulla diffusione delle conoscenze e dell'educazione scientifiche anche grazie al sostegno degli astrofili.
AIA09 è stato innanzitutto un invito a tutti i cittadini della Terra a realizzare la propria personale scoperta o riscoperta del cielo, al piacere della condivisione della conoscenza dell'universo, la piena comprensione del nostro ruolo e posizione rispetto all'universo, l'apprezzamento nel suo giusto valore della cultura scientifica.

## Iniziative

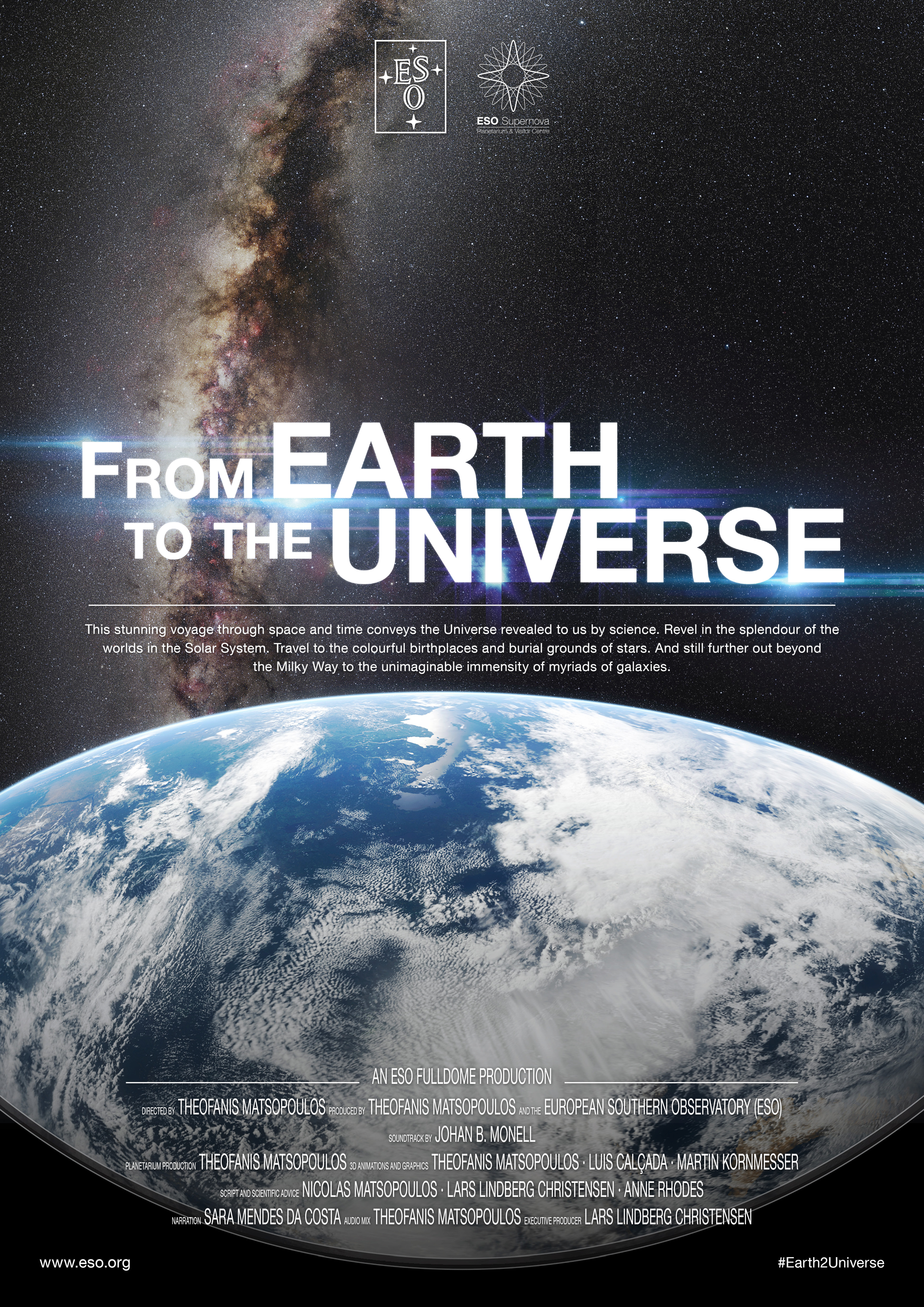
Il poster di "Dalla Terra all'universo", un filmato di 30 minuti ad alta risoluzione realizzato dalla ESO.

Nel 2009, in particolare dal 2 al 5 aprile, furono indette diverse iniziative:
- 100 ore di astronomia[2]: fu previsto che 100 ore fossero dedicate a osservazioni notturne del cielo da parte del maggior numero di persone con la collaborazione degli astrofili, cercando di ridurre per l'occasione l'inquinamento luminoso: questo progetto, chiamato 100 ore d'Astronomia per tutti, è stato pensato per essere attuato in tutti gli Stati. Il programma si è svolto da giovedì 2 aprile 2009 a domenica 5 aprile 2009, con la Luna al primo quarto il 2 aprile.
- Galileoscopio[3]: questa iniziativa consisteva nel condividere con il maggior numero di persone la pratica astronomica, aiutando anche a costruire piccoli telescopi con i quali i partecipanti potessero osservare il cielo come fece Galileo.
- Diario cosmico[4][5]: il diario cosmico non riguardava tanto l'astronomia come scienza, ma consisteva nell'esporre, tramite testi e immagini, cosa significava essere astronomi da parte dei professionisti, che rivelavano anche aspetti della loro vita quotidiana, riguardanti il lavoro, le loro ricerche, gli hobby e i loro interessi.
- Il Portale dell'universo (PTTU)[6]: questo evento consisteva nel raccogliere in un portale globale le informazioni riguardanti notizie riguardanti il mondo astronomico, come un elenco degli osservatori e delle società astronomiche professionali e amatoriali e università delle scienze, per promuovere l'interazione all'interno della comunità astronomica multimediale.
- Lei è un'astronoma[7]: scopo di questo progetto era promuovere la parità professionale tra uomini e donne, tramite una divulgazione paritaria che stimolasse le giovani ragazze e le studenti in genere a proseguire una carriera da astronoma.
- Sensibilizzazione dei cieli oscuri[8]: evento che trattava il tema dell'inquinamento luminoso, nel quale venivano misurati i valori dell'inquinamento tramite la conta delle stelle, cercando di fornire ai partecipanti una maggior consapevolezza sul deterioramento progressivo del cielo cittadino, dove la luce artificiale non permette una buona osservazione del cielo notturno.
- Programma di formazione degli insegnanti Galileo (Galileo Teacher Training Program): programma il cui scopo era quello di coinvolgere la comunità degli insegnanti sull'argomento astronomia per migliorare l'insegnamento delle scienze nelle scuole di tutto il mondo.
- Consapevolezza dell'Universo(UNAWE)[9]: programma rivolto ai bambini e dedicato all'insegnamento delle bellezze dell'universo, con lo scopo di renderli consapevoli del loro posto sulla Terra e sull'universo che ci circonda.
- Dalla Terra all'Universo[10] è stato un progetto iniziato nel 2008 e proseguito fino al 2011, nel quale venivano esposte immagini (poster) in luoghi pubblici come parchi, ospedali, centri d'arte, stazioni metropolitane, centri commerciali ed altri luoghi accessibili a tutti, divulgando l'astronomia anche a persone completamente ignoranti in materia[11].
- Sviluppo globale dell'astronomia: questo evento aveva lo scopo di divulgare l'astronomia tramite lo sviluppo in tre aree chiave: professionale (università e ricerca), pubblico (mezzi di comunicazione e dilettanti) e didattico (scuole e le strutture educative informali).
- Notti galileane[12]: dopo il successo delle 100 ore di astronomia del 2-5 aprile, fu indetto un altro evento simile il 22-24 ottobre 2009, dove astronomi professionisti e dilettanti mettevano a disposizione il loro telescopio coinvolgendo più persone possibili ad osservazione oggetti celesti come la Luna, il Sole, Giove e le sue lune e ad altro.